# 강봉용
강봉용(姜鳳龍, 1915년 1월 9일~1995년 10월 17일)는 대한민국의 정치인이다. 제5대 국회의원을 지냈다.

## 학력
- 김해공립농업학교졸업

## 경력
- 식량사무소의령출장소장
- 국민회의령군지부부지부장
- 경남도의회의원
- 민주당창당위원
- 민주당중앙위원.상무위원.훈련부장
- 민주당의령군당위원장

## 역대 선거 결과
|  | 39.71% |

|  | 29.57% |

|  | 12.71% |